# Anghelari, Dobrici
Anghelari (în bulgară Ангеларий, în română Soiacli) este un sat în comuna Tervel, regiunea Dobrici, Dobrogea de Sud, Bulgaria. 
Între anii 1913-1940 a făcut parte din plasa Curtbunar a județului Durostor, România.

## Demografie
Componența etnică a satului Anghelari
     Turci (98,5%)
     Nicio identificare (1,49%)
     Altele (0%)
La recensământul din 2011, populația satului Anghelari era de 134 locuitori. Din punct de vedere etnic, majoritatea locuitorilor (98,5%) erau turci. Pentru 1,49% din locuitori nu este cunoscută apartenența etnică.